# Алина Горгиу
Алина Горгиу (на румънски: Alina Gorghiu) е румънска политичка, председателка на Националната либерална партия (декември 2014 – декември 2016). От 15 юни 2023 г. е министърка на правосъдието на Румъния. Била е временен председател на Сената на Румъния (2022 – 2023), член на Камарата на депутатите на Румъния (декември 2008 – декември 2016) от избирателен окръг Букурещ. От 2016 г. в Сената на Румъния тя представлява окръг Тимиш.

## Биография
Родена е на 16 септември 1978 г. в град Текуч, окръг Галац, Социалистическа република Румъния. През 1997 г. завършва Национален колеж „Влайку Вода“ в град Куртя де Арджеш. Постъпва във Факултета по право и администрация на Християнския университет „Димитрие Кантемир“, след това преминава следдипломно обучение в Юридическия факултет на Букурещкия университет, а от 2004 до 2008 г. работи за получаване на квалификационна степен във Факултета по икономика, право и управление на Питещкия университет. През 2007 г. получава магистърска степен по комуникации и връзки с обществеността от Националния университет за политически науки и публична администрация в Букурещ. През 2006 г. тя започва работа върху своята докторска степен по наказателно право в Юридическия факултет на Яшкия университет, получава своята степен през 2012 г.
През 2002 – 2003 г. тя завършва стаж като адвокат в Букурещ, след което от юни 2003 до декември 2004 г. практикува във фирмата на Богдан Олтеану. През 2004 г. става главен юрист на консултантска фирма за бизнес и управление в столицата на страната. От януари 2005 до юли 2007 г. тя работи като адвокат в компания Gorghiu, Pop and Associates, практикувайки търговско, гражданско и наказателно право. До декември 2008 г. работи като съветник на председателя на Службата за връщане на държавно имущество. През 2008 г. тя става арбитър в Международния арбитражен съд и акредитиран медиатор, а също така става член на Службата по медиация и арбитраж към Юридическия факултет на университета „Титу Майореску“. През януари 2009 г. тя се връща на работа в компания Gorghiu, Pop and Associates и започва работа в агенцията по несъстоятелност.
През 2002 г. тя става член на Националната либерална партия, като заема две изборни длъжности. От 2004 до 2008 г. тя е член на местния съвет на Сектор 5 в Букурещ. През 2008 г. тя е избрана за член в Камарата на депутатите на Румъния. Там тя работи като зам.-председател на комисията за разследване на злоупотреби и корупция, както и за разглеждане на петиции. Била е председател на разследващата комисия за проверка на паричните суми, изплатени от Министерството на младежта и спорта въз основа на документи, подписани от министър Моника Джейкъб Ридзи за организиране на фестивала „Денят на младежта“ през 2009 г. Докладът на комисията, чиито констатации са обявени през юли 2009 г., установява, че Моника Джейкъб Ридзи е извършила присвояване и злоупотреба с власт и иска прокурорите да повдигнат обвинения срещу нея. Когато министърът подава оставка няколко дни по-късно, Алина Горгиу заявява, че е доволна от това, но е необходимо да се действа по-рано. От септември до декември 2012 г. е сред заместник-председателите на Камарата на депутатите на Румъния.
След като е преизбрана през 2012 г., тя става член на съдебната комисия. Като член на съвместната комисия е натоварена с преразглеждането на конституцията, тя се застъпва за включването в документа на неприсъствени бюлетини и шестнадесетгодишна възраст за гласуване. През 2013 г. тя се присъединява към Парламентарната асамблея на Съвета на Европа. През втората половина на 2014 г. е прессекретарка на Националната либерална партия. През декември 2014 г. председателят на Националната либерална партия Клаус Йоханис (преди това избран за президент на Румъния) напуска партията, преди да встъпи в длъжност, както се изисква от конституцията. Алина Горгиу е избрана за нов председател на Националната либерална партия с 47 гласа срещу 28, побеждавайки Лудовик Орбан, и става най-младият председател на партията и първата жена, която заема тази позиция. В допълнение към ръководенето на Националната либерална партия, тя е била и съпредседател заедно с Василе Блага на обновената Национална либерална партия при сливането ѝ с Демократическата либерална партия през 2017 г. След поражението за Националната либерална партия на изборите през 2016 г. Алина Горгиу напуска позицията си на председател на партията. В същото време тя се кандидатира за член на Сената на Румъния, като печели място от избирателен окръг Тимиш. След изборите през 2020 г. тя става един от заместник-председателите.
След оставката на Флорин Къцу на 29 юни 2022 г. тя заема длъжността временен председател на Сената на Румъния, до избора на нов председател на 13 юни 2023 г. Заменена е от бившия министър-председател Николае Чука.
На 15 юни 2023 г. е назначена за министър на правосъдието на Румъния в правителството, ръководено от министър-председателя Марчел Чолаку.

## Личен живот
През 2016 г. Алина Горгиу се омъжва тайно за банкера Лучиан Изар, който за кратко заема длъжността младши министър в правителството на Виктор Понта през 2012 г. От него тя има двама сина.